# Antal Hetényi
Antal Gábor Hetényi (* 6. Oktober 1947 in Budapest; † 5. März 2023) war ein ungarischer Judoka.

## Karriere
Antal Hetényi belegte bei den Olympischen Sommerspielen 1972 in München in der Klasse bis 70 kg den fünften Platz.